# Ramón Álvarez de la Braña
Ramón Álvarez de la Braña (Noya, 1837-Valladolid, 1906) fue un escritor y arqueólogo español.

## Biografía
Nacido en la villa coruñesa de Noya en 1837, fue colaborador de La Ilustración Española y Americana y de la Revista de Archivos, Bibliotecas y Museos, además de otras publicaciones literarias. Falleció en Valladolid hacia julio de 1906.